# Sumberejo (Margomulyo)
Sumberejo is een bestuurslaag in het regentschap Bojonegoro van de provincie Oost-Java, Indonesië. Sumberejo telt 6220 inwoners (volkstelling 2010).